# Sønder Vissing-stenen 2
Sønder Vissing-stenen 2 er en runesten, fundet i Sønder Vissing i 1836. Stenen blev opdaget sammen med Sønder Vissing-stenen 1. Den lå i kirkegårdsporten lige midt i indgangen. Stenen har ligget med runesiden opad, hvilket betyder, at indskriften er blevet meget slidt. Rammelinjerne afsluttes foroven og forneden af spiralornamentik, som nu er meget udvisket. Langs stenens højre kant ses en række skålgruber fra bronzealderen, hvilket tyder på, at stenen ca. 2000 år tidligere har været anvendt som kultsten. Nu står den i våbenhuset i Sønder Vissing Kirke.

## Indskrift
| Translitteration | : tuki : karþi : kumbl : þisi : iaft : : aba : faþur : sin : : uhimskąn : hal : |
| Transskription   | Tōki gærði kumbl þessi æft Āpa/Æbba, faður sinn, ūhēmskan hal.                  |
| Oversættelse     | Toke gjorde disse kumler efter sin fader Abe (Ebbe), en klog mand.              |

Indskriften er ordnet i bustrofedon begyndende i venstre side. Ordet uhimskąn 'u-hjemsk' betyder 'en ikke-hjemmefødning', dvs. en ikke-dum person. Man har formentlig brugt dette ord, fordi det danner bogstavrim med ordet halR 'mand'. Begge ordene er usædvanlige i runestenstekster. Toke er det mest almindelige mandsnavn på vikingetidens runesten. Gunderup-stenen 1 er også rejst af en mand ved navn Toke efter en mand ved navn Ebbe, men det kan ikke dokumenteres, at der er en forbindelse mellem de to.